# 1866
1866 (MDCCCLXVI) je bilo navadno leto, ki se je po gregorijanskem koledarju začelo na ponedeljek, po 12 dni počasnejšem julijanskem koledarju pa na soboto.

## Dogodki
- 12. januar - v Londonu ustanovijo Kraljevo zrakoplovno družbo.
- 13. februar - Jesse James prvič oropa banko.
- 20. julij - bitka pri Visu med avstro-ogrsko in italijansko mornarico.

## Rojstva
- 25. januar - Števan Kovatš, madžarski evangeličanski duhovnik, pisatelj in zgodovinar († 1945)
- 31. januar - Lev Izakovič Šestov, ruski filozof († 1938)
- 24. februar - Peter Nikolajevič Lebedjev, ruski fizik († 1912)
- 25. februar - Benedetto Croce, italijanski filozof, zgodovinar, politik († 1952)
- 21. marec - Antonia Maury, ameriška astronomka († 1952)
- 7. maj - Jožef Čarič, slovenski (prekmurski) politik in duhovnik († 1935)
- 17. maj - Erik Alfred Leslie Satie, francoski skladatelj († 1925)
- 3. september - John McTaggart, britanski filozof († 1925)
- 21. september - Herbert George Wells, angleški pisatelj († 1946)
- 25. september - Thomas Hunt Morgan, ameriški genetik in embriolog, nobelovec († 1945)
- 20. oktober - Kazimierz Twardowski, poljski filozof in logik († 1938)
- 9. november - Alojz Dravec, madžarsko-slovenski pisatelj in etnolog († 1915)
- 4. december - Vasilij Vasiljevič Kandinski, ruski slikar, grafik, umetnostni teoretik († 1944)
- 12. december - Alfred Werner, švicarski kemik, Nobelov nagrajenec za kemijo 1913 († 1919)

## Smrti
- 31. januar - Friedrich Rückert, nemški pesnik, prevajalec (* 1788)
- 6. marec - William Whewell, angleški filozof (* 1794)
- 20. julij - Bernhard Riemann, nemški matematik (* 1826)
- 21. september - Karl Ludwig Hencke, nemški astronom (* 1793)